# كبسولة مفصل الورك
كبسولة مفصل الورك (الرباط الكبسولي) هي بنية قوية وكثيفة تحيط بمفصل الورك وتدعمه.
تتصل الكبسولة من الأمام بحافة الحُق (رأس عظم الورك) ويمتد من 5 إلى 6 ملم.
- في الجهة الأمامية: تتصل الكبسولة بالحافة الخارجية للشفا الحقفي، وفي منطقة الشق حيث تكون حافة التجويف ناقصة، ترتبط بالرباط المستعرض. كما تتصل بعض الألياف بحافة الثقبة السداسية (obturator foramen) بين عظم الإسك والعانة.

- تحيط الكبسولة بعنق عظم الفخذ.
- من الجهة الأمامية، بالخط بين المدورين (intertrochanteric line).
- من الأعلى،  تتصل بقاعدة العنق.
- ومن الخلف، تتصل بعنق الفخذ بحوالي 1.25 سم. فوق القمة بين المدوين.
- ومن الأسفل، تتصل بأسفل عنق الفخذ، بالقرب من المدور السفلي.

تنعكس بعض الألياف من ارتباطها الفخذي لأعلى على طول العنق مثل الأشرطة الطولية (longitudinal bands)، التي تسمى شبكية العين.
الكبسولة تكون أكثر سمكًا في الجزء العلوي وفي مقدمة المفصل، حيث تتطلب مقاومة أكبر في الخلف والأسفل، لأنها رقيقة وفضفاضة.

## التشريح
تتكون من مجموعتين من الألياف دائرية (zona orbicularis) وطولية:
- الألياف الدائرية، وهي الأكثر وفرة في الجزء السفلي والجزء الخلفي من الكبسولة، وتشكل حبال أو طوق حول عنق عظم الفخذ. تمزج من الأمام مع السطح العميق للرباط الحرقفي الفخذي (iliofemoral ligament)، وتكتسب ارتباطًا مع الشوكة الحرقفية الامامية والسفلية (iliac spine).

- الألياف الطولية، تكون بكمية أكبر في الجزء العلوي والجزء الأمامي من الكبسولة، حيث تعزز بواسطة أشرطة مميزة. distinet band، أو أربطة ملحقة accessory band، أهمها الرباط الحرقفي الفخذي (iliofemoral ligament).

تُعرف الأربطة الملحقة الأخرى، برباط عاني محفظي (pubocapsular)، ورباط اسكي محفظي (ischiocapsular ligaments).
يكون السطح الخارجي للكبسولة خشن، ومغطى بالعديد من العضلات. وتنفصل من الأمام عن العضلة القطنية (الكشحية) الكبرى (psoes major)، وعن العضلة الحرقفية عن طريق الجراب الحرقفي العاني (iliopectineal bursa). 

## علم الأمراض
- انقباض كبسولة الورك: يشبه هذا المرض الكتف المتجمد. قد يكون بسبب التهاب المفاصل أو لفترة طويلة من قلة الحركة (الجلوس لفترة طويلة).

- العلاج: المشي والحركة، ومع استخدام كمادة باردة لمدة على الموضع لمدة بين 10 - 20 دقيقة. إذا لم يحدث تحسن خلال 3 أيام فيجب استشارة الطبيب.Frans van den Berg: Angewandte Physiologie, Georg Thieme Verlag, 2007, ISBN 978-3-13-117092-7. S. 151.